# Breitenwald
Koordinaten: 49° 24′ 13″ N, 7° 32′ 28″ O
Der Breitenwald ist ein Waldgebiet im Westen der Kleinstadt Landstuhl im Landkreis Kaiserslautern in Rheinland-Pfalz.

## Lage
Der Breitenwald grenzt an die Westpfälzische Moorniederung; südlich erstreckt sich die Sickinger Höhe; am Südfuß befindet sich der Wohnplatz Bildschacherhof.

## Verkehr
Am nördlichen Waldrand verläuft Landesstraße 395, die in diesem Bereich mit der Kaiserstraße identisch ist. Von dieser zweigt die Landesstraße 470 ab, die fast s-förmig mitten durch das Waldgebiet führt.

## Militär
Mitten im Wald befindet sich mit der Sat Comm Site Breitenwald eine Satellitenkommunikationseinrichtung der US Army und mit dem  Heliport ein Hubschrauber-Landeplatz.